# Гусев, Константин Юрьевич
Константин Юрьевич Гусев (14 июня 1971) — советский и российский футболист, вратарь. Игрок в мини-футбол, тренер.
Воспитанник новокузнецкого футбола («ДЮСШ-Металлург» при КМК). Окончил СибГУФК по специальности «Физическая культура и спорт». Дебютировал в 1989 году в команде второй советской лиги «Металлург» Новокузнецк. В первенстве России играл в первой (1992—1993) и второй (1994—1995, 1997) лигах за «Металлург»/«Металлург-ЗАПСИБ» (1992, 1995) и «Кузбасс» Кемерово (1993—1994, 1997). В первенстве ЛФЛ выступал за клубы «Шахта Распадская» Междуреченск (2003), «Талтэк» Киселёвск (2008) и «Кемерово» (2009). В сезоне 2004/05 в чемпионате Азербайджана в составе клуба «Интер» Баку в 16 матчах пропустил 11 мячей.
Играл за мини-футбольные клубы «Вита» Кемерово (1997/98 — 1998/99) и «Сибиряк» Новосибирск (1999/2000 — 2000/01, 2003/04).
С апреля 2018 — главный тренер клуба «Распадская».